# Polystichtis flora
Polystichtis flora är en fjärilsart som beskrevs av Otto Staudinger 1888. Polystichtis flora ingår i släktet Polystichtis och familjen Riodinidae. Inga underarter finns listade i Catalogue of Life.